# 阿列公爵城堡
阿列公爵城堡（Castello ducale di Agliè）是一座优雅而雄伟的建筑，位于意大利皮埃蒙特大区都灵广域市的阿列。该建筑始建于12世纪。
1939年，热那亚公爵的继承者萨沃伊-热那亚的托马斯以800万里拉的价格将城堡卖给了意大利政府，随后改为博物馆。1997年成为世界遗产。

## 历史

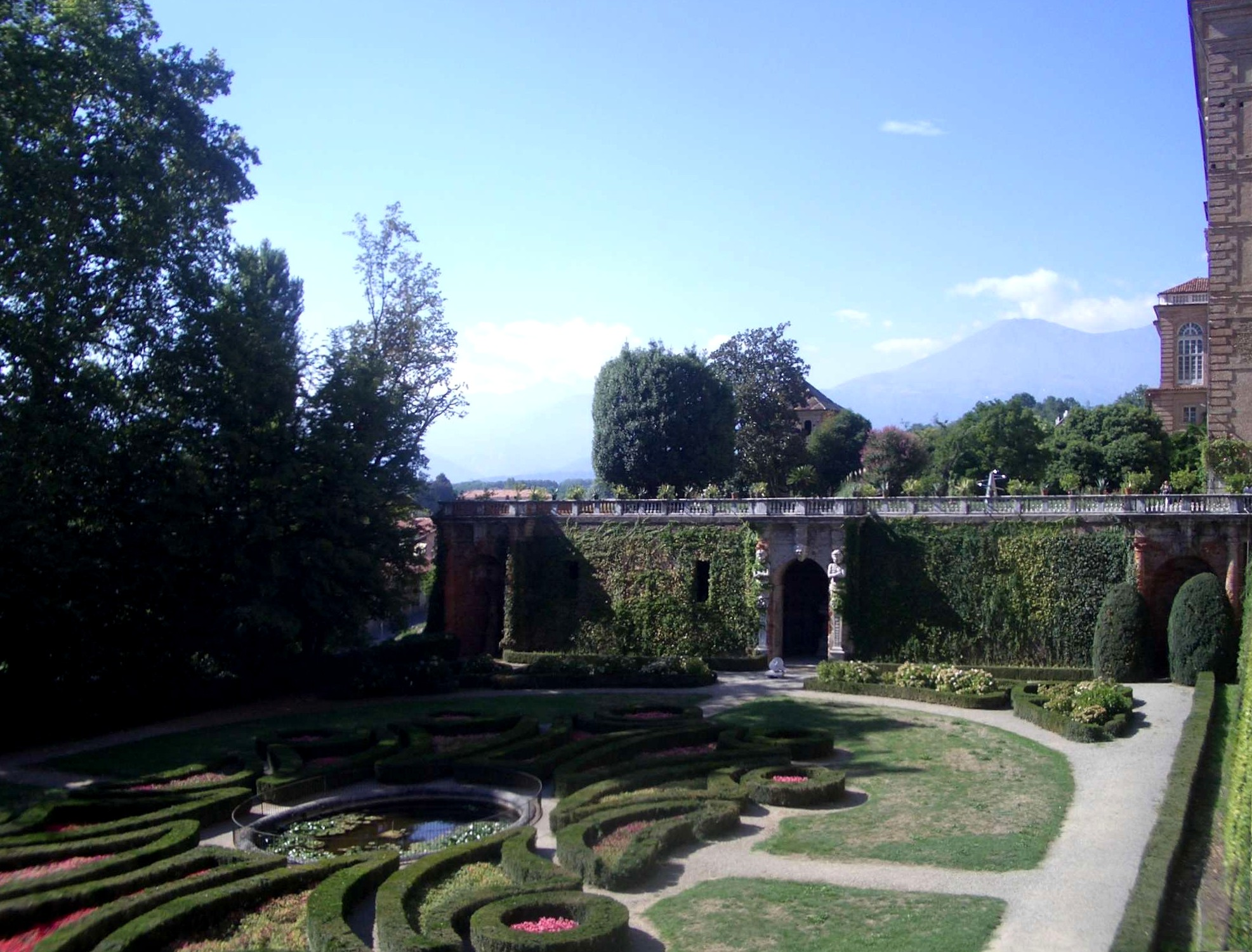

## ck
- Amedeo Grossi.  Tomo I. Torino. 1790: 7–11.
- Maurizio Minola. Susalibri , 编. . Sant'Ambrogio di Torino. 2012. ISBN 978-88-88916-90-3.